# Janet Browne
Elizabeth Janet Browne (nata Bell; 30 marzo 1950) è una storica e docente britannica.
È nota per le sue opere inerenti alla storia della scienza, in particolare per il suo lavoro sulla storia della Biologia del XIX secolo. Insegnò alla Wellcome Trust Centre for the History of Medicine dell'University College London prima di tornare ad Harvard. Attualmente, è Professoressa (Aramont Professor) di Storia della Scienza all'Università di Harvard.

## Biografia
Figlia di Douglas Bell CBE (1905–1993) e di sua moglie Betty Bell
, nel 1972 sposò Nicholas Browne,col quale ebbe due figli.
Nel 1972, conseguì il Bachelor of Arts presso il Trinity College di Dublino e proseguì gli studi all'Imperial College London, presso il quale nel 1973 ottenne il Master of Science, e, cinque anni più tardi, il dottorato in storia della scienza.

Fu subito nominata ricercatore ospite presso l'Università di Harvard.
Nel 2009, il Trinity College di Dublino le conferì il titolo accademico di Doctor of Science (D. Sc.) per l'eminente contributo dato alla ricerca storica su Charles Darwin.

Dopo aver collaborato al Library Project dell'Università di Cambridge per la catalogazione e la cernita della corrispondenza del teorizzatore dell'Evoluzionismo, pubblicò la biografia del naturalista inglese in due volumi: il primo è intitolato Charles Darwin: Voyaging, dato alle stampe nel '95, che descrive gli anni giovanili e il tempo passato a bordo della nave Beagle; il secondo, Charles Darwin: The Power of Place, uscì nel 2002 e trattò gli anni successivi alla nascita del pensiero sull'Evoluzione delle specie animali. Tale opera ricevette un'accoglienza positiva nella comunità scientifica e fu elogiata per aver messo in evidenza per la prima volta la centralità della corrispondenza nella formazione dell'ipotesi darwiniana, e, soprattutto, nel suo repentino supporto da parte dei circoli scientifici.
Nel 2004, il testo ricevette il Pfizer Price dalla History of Science Society, il più alto riconoscimento riservato ai lavori individuali di ricerca accademica. L'anno prima era stato premiato col James Tait Black Memorial Prize per la migliore biografia.

Nel 2006, Browne ha ottenuto la cattedra di Storia della Scienza all'Università di Harvard, incarico che ricopre tuttora. I suoi interessi di ricerca si focalizzano sulle scienze della vita, la storia naturale e la biologia evoluzionistica dal XVII al XX secolo.

## Pubblicazioni selezionate
- Browne, J, The Charles Darwin - Joseph Hooker correspondence: an analysis of manuscript resources and their use in biography, in Journal of the Society for the Bibliography of Natural History, vol. 8, n. 4, 1978,  pp. 351-366, DOI:10.3366/jsbnh.1978.8.part_4.351.
- Browne, Janet, Darwin's botanical arithmetic and the "principle of divergence," 1854–1858, in Journal of the History of Biology, vol. 13, n. 1, March 1980,  pp. 53-89, DOI:10.1007/BF00125354.
- Browne, Janet, Botany for Gentlemen: Erasmus Darwin and "The Loves of the Plants", in Isis, vol. 80, n. 4, December 1989,  pp. 593-621, DOI:10.1086/355166, JSTOR 234174.
- Browne, Janet, Spas and Sensibilities: Darwin at Malvern, in Medical History, Supplement No.10, 1990,  pp. 102-113, DOI:10.1017/s0025727300071027, PMC 2557456, PMID 11622586.
- Browne, Janet, A science of empire: British biogeography before Darwin, in Revue d'histoire des sciences, vol. 45, n. 4, 1992,  pp. 453-475, DOI:10.3406/rhs.1992.4244.
- E. Janet Browne, Charles Darwin: vol. 1 Voyaging, London, Jonathan Cape, 1995, ISBN 1-84413-314-1.
- Browne, Janet, Charles Darwin: Voyaging, Princeton, New Jersey, Princeton University Press, 1996, ISBN 978-0-691-02606-0.
- Browne, Janet, Darwin in Caricature: A Study in the Popularisation and Disseminatin of Evolution, in Proceedings of the American Philosophical Society, vol. 145, n. 4, December 2001,  pp. 496-509, JSTOR 1558189. Testo integrale
- E. Janet Browne, Charles Darwin: vol. 2 The Power of Place, Londra, Jonathan Cape, 2002, ISBN 0-7126-6837-3.
- Browne, Janet, Charles Darwin as a Celebrity, in Science in Context, vol. 16, 1–2, 2003,  pp. 175-194, DOI:10.1017/S0269889703000772.
- Browne, Janet, Darwin's Origin of Species: A Biography, Crows Nest NSW, Australia, Allen & Unwin, 2006, ISBN 978-1-74114-784-1. URL consultato il 30 luglio 2010. Also ISBN 1-74114-784-0
- Adrian Desmond, James R. Moore & Janet Browne, Charles Darwin, Oxford and New York, Oxford University Press, 2007, ISBN 978-0-19-921354-2. URL consultato il 30 luglio 2010.
- Browne, J, Darwin the Scientist, in Cold Spring Harbor Symposia on Quantitative Biology, vol. 74, 2009,  pp. 1-7, DOI:10.1101/sqb.2009.74.047, PMID 20508059.
- Browne, Janet, Making Darwin: Biography and the Changing Representations of Charles Darwin, in Journal of Interdisciplinary History, vol. 40, n. 3, 2010,  pp. 347-373, DOI:10.1162/jinh.2010.40.3.347.